# Jacint Josep Fontanet i Llebrés
Jacint Josep Fontanet i Llebrés, anomenat també Montserrat Fontanet, va néixer a Lloret de Vistalegre el 10 d'abril de 1706 i va morir a Mancor de la Vall el 1762, era fill de Montserrat Fontanet de Sencelles i d'Antonina Rosa Llebrés que habitaven a la possessió de Son Joan Arnau a Lloret.
Membre d'una família de petits arrendataris vinculats a la possessió lloritana de Son Joan Arnau, es diu que a la seva joventut treballà de porqueret i, segons Gaspar Munar, cursà estudis menors al monestir de Cura. Tot i aquesta possibilitat, la formació al Col·legi del Puig de Randa no és un fet provat, ja que, d'igual manera, podria haver estudiat al convent dominicà de Lloret, que tenia aula i escola, amb el mestre de gramàtica Fra. Antoni Costa des de mitjan segle xvii, o bé amb els frares de Sant Francesc de Paula de Sineu que des del 1671 feien escola als minyons de la vila. El que sí que és evident és que a l'època, l'ensenyament de les primeres lletres en els pobles de Mallorca era gairebé inexistent.
Tot plegat, ocasionà que Fontanet, amb l'experiència acumulada, esdevingué popular a Mallorca, per la seva habilitat com a conrador. Nombrosos propietaris de terres li demanaren assessorament. Per encàrrec d'un aquests, Joan Antoni Fuster, escriví Art de conró (1747), que reunia un conjunt de consells pràctics sobre aspectes relacionats amb l'agricultura, i que conté una valuosa informació sobre la tècnica agrícola i l'explotació de les hisendes mallorquines del segle xviii.
La fama de Fontanet es deu, primordialment, però, a la conclusió amb èxit del projecte de construcció de la coneguda canaleta de Massanella (1750). Després de diverses provatures no reeixides en què diversos enginyers havien fracassat en aquesta obra i, en una situació crítica, especialment en uns anys en què les pluges foren escasses, l'obra de Fontanet havia d'ésser, encara, més valorada. Pel que fa a la manca d'aigua, les cròniques parlen d'autèntica penúria i en fer referència a la situació hídrica del terme de Selva diuen: la esterilitat en lo estiu de aygua per beura axí los racionals com los irracionals en la vila no fonch massa pués las dos fonts may se axugaren, en los llogarets fonch més extrema de modo que en Moscari havian d'anar a la vila, a Massanella anavan al pou de Mancor y per rentar o als Horts o a la Font Rafal, en Mancor no fonch tan extrema y en Biniamar anavan a Biniatsent”.
En aquestes circumstàncies, Jacint Fontanet, que havia estat majoral de Massanella, dissenyà la canal per dotar d'aigua abundant les cases i terres de la possessió.